# Antônio Madureira
Antônio José Madureira Ferreira (* 24. November 1949 in Macau/Rio Grande do Norte) ist ein brasilianischer Gitarrist und Komponist.

## Leben
Der Enkel des Komponisten Tonheca Dantas begann in seiner Kindheit Gitarre zu spielen und hatte u. a. Unterricht bei Fidja Siqueira. Im Alter von siebzehn Jahren zog er nach Recife und studierte dort drei Jahre an der Escola de Belas Artes und danach zwei Jahre privat bei José Carrion. Komposition studierte er als Autodidakt und mit Unterstützung von Jaime Diniz. Sein Interesse an der traditionellen Musik der Região Nordeste wurde durch Mário de Andrades Schrift Ensaio Sobre a Música Brasileira und seine Begegnung mit dem Schriftsteller Ariano Suassuna, dem Begründer des Movimento Armorial, geweckt.
Anfang der 1970er Jahre gründete Madureira mit dem Gitarristen Edilson Eulálio, dem Marimbaspieler Fernando Torres Barbosa, dem Flötisten Egildo Vieira und dem Geiger Antônio Nóbrega das Quinteto Armorial, das bis 1980 bestand. Dessen erstes Album erschien 1974 und enthielt neben mehreren Kompositionen und Arrangements Madureiras u. a. das Stück Mourão des klassischen Komponisten César Guerra-Peixe und Toada e Desafio von Capiba. Das Quintett erhielt hierfür von der Associação Paulista de Críticos de Arte (APCA) die Auszeichnung als beste Instrumentalgruppe des Jahres und veröffentlichte bis zu seiner Auflösung 1980 drei weitere Alben.
Nach 1980 nahm Madureira zwei Soloalben auf. Auf beiden Alben präsentiert der Musiker Stücke, die das Studium nordöstlicher Rhythmen vertiefen, um Genres wie Maracatu, Frevo und Baião, die traditionell von anderen Instrumenten gespielt werden, mit der Ästhetik der Gitarre zu verbinden. Mit seinem 1996 gegründeten Quarteto Romançal entstanden zwei weitere Alben mit einem Repertoire von Polkas, Walzern, Repentes und Cantigas.

## Diskographie
Quinteto Armorial
- Do Romance ao Galope Nordestino, 1974
- Aralume, 1976
- Quinteto Armorial, 1978
- Sete Flechas, 1980

Soloalben
- Violão, 1982
- Comdições Para Violão de Antônio José Madureira, 1986

Quarteto Romançal
- Ancestral, 1998
- No Reino das Aves dos Três Punhais, 2000